# Svetlana Soluianova
Svetlana Soluianova est une boxeuse russe née le 21 septembre 1994 à Dimitrovgrad.

## Palmarès

### Championnats d'Europe de boxe
- Médaille d'or en -51 kg en 2018 à Sofia, Bulgarie.

### Jeux européens
- Médaille d'argent en -51 kg en 2019 à Minsk, Biélorussie